# Johan Pitka

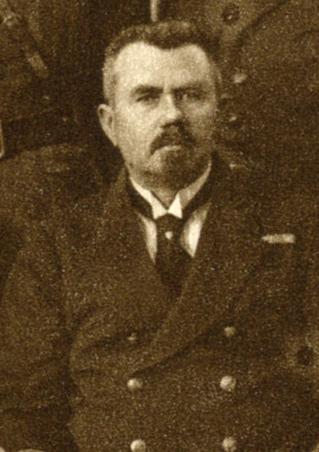
Johan Pitka (1920)

Johan Pitka (* 19. Februar 1872 in Jalgsema, Gemeinde  Võhmuta, heute Gemeinde Järva-Jaani, Kreis Järva; † Ende September 1944 in Läänemaa) war ein estnischer Militär und Politiker. Er gilt als der Gründer der estnischen Seestreitkräfte und Held des Freiheitskrieges gegen Sowjetrussland.

## Leben

### Frühe Jahre
Johan Pitka wurde wie sein älterer Bruder, der spätere Schriftsteller Peäro August Pitka, im Dorf Jalgsema geboren. Er besuchte ab 1881 die Gemeindeschule von Seliküla und ab 1885 das Alexander-Gymnasium in Reval. 1890/91 heuerte er auf Handelsschiffen an. 1891 studierte er Nautik an der Seefahrtsschule von Käsmu, ab 1892 in Arensburg und 1894/95 in Baltisch Port, wo er das Kapitänsexamen ablegte. 1900 war er auf dem russischen Küstenpanzerschiff Admiral Uschakow der Admiral-Uschakow-Klasse tätig, 1902 in der Mühlentahl-Werft in Sankt Petersburg.

### Unternehmer
Pitka gründete 1907 die Estnisch-Lettische Schifffahrtsagentur und 1911 in Tallinn die Reedereivereinigung Joh. Pitka & Co. Zudem war er 1912 einer der Mitbegründer von Mereabi, einem Seeversicherungsverein auf Gegenseitigkeit. Pitka war einer der einflussreichsten Handelsreeder in Estland. Auf seine Initiative geht auch die Gründung eines effektiven Seenotrettungsdienstes für die estnische Küste zurück.

### Militär
Mit den revolutionären Unruhen in Russland organisierte Pitka 1917 die Rückkehr der estnischen Seeleute in die Heimat. Er wurde dafür von den Bolschewiki in Abwesenheit zum Tode verurteilt. Während der deutschen Besetzung Estlands organisierte er mit paramilitärischen Truppen, der sogenannten Omakaitse, einen bewaffneten Widerstand.

Denkmal für Johan Pitka in Tallinn

Mit Ausbruch des Estnischen Freiheitskriegs gegen Sowjetrussland (1918–1920) organisierte Pitka die Ausrüstung und den Bau für Kraftfahrzeuge und Züge. Am 16. Dezember 1918 wurde er zum Oberbefehlshaber der im Aufbau befindlichen Estnischen Seestreitkräfte ernannt. Er hatte das Amt bis zum 28. November 1919 inne. Am 21. September 1919 wurde ihm der Titel eines Konteradmirals verliehen.

### Politik
Johan Pitka zog es danach im freien Estland in die Politik. Er war Mitglied der Verfassungsgebenden Versammlung. 1923 gründete er die National-Freisinnige Partei (Rahvuslik-Vabameelne Partei). Bei der Parlamentswahl in Estland 1923 errang Pitka allerdings kein Mandat. Er überwarf sich auch mit anderen Politikern und siedelte 1924 verbittert über das politische Establishment mit seiner Familie nach Kanada über. Dort gründete er eine estnische Kolonie in Fort St. James (British Columbia).
1929 kehrte Johan Pitka nach Estland zurück. Von 1930 bis 1937 war er Vorstandsvorsitzender der estnischen Konsumenten-Vereinigung. 1937 wurde er für den Kreis Järva als Abgeordneter in die Staatsversammlung gewählt.

### Tod
Mit der sowjetischen Besetzung Estlands 1940 floh Johan Pitka nach Finnland. 1944 kehrte er zurück und kämpfte in seiner Heimat gegen die Rote Armee. Wahrscheinlich ist der 72-Jährige im September 1944 bei den Kämpfen in Westestland ums Leben gekommen.

## Nachwirken
Das ehemalige Flaggschiff der estnischen Marine wurde bei seiner Indienststellung im Jahr 2000 auf den Namen Admiral Pitka getauft. Zu seinen Ehren wurden in Tallinn (am Rande der Altstadt) und in Fort St. James Denkmale errichtet.